# CAF Champions League 2022-2023
La CAF Champions League 2022-2023 (ufficialmente 2022-2023 TotalEnergies CAF Champions League per ragioni di sponsorizzazione) è stata la 59ª edizione di questo torneo organizzato dalla CAF, la 27ª con la forma attuale.
La competizione è iniziata il 10 settembre 2022 e si è conclusa il 9 giugno 2023 con la vittoria dell'Al-Ahly in finale contro il Wydad Casablanca. A differenza delle ultime tre edizioni, la finale prevederà partite di andata e ritorno, come deciso dal comitato esecutivo della CAF riunitosi a Rabat il 3 luglio 2022. L'Al-Ahly si era lamentato della scelta della sede della finale in gara unica dell'edizione 2021-2022: nonostante l'intenzione fosse di giocarla in campo neutro, alla fine si è rivelato essere lo stadio di casa del Wydad Casablanca.
La vincitrice del torneo si qualificherà per la Coppa del mondo per club FIFA 2023 e per la Supercoppa CAF 2024 contro i vincitori della Coppa della confederazione CAF 2022-2023.

## Sistema della graduatoria
La CAF calcola i punti per ogni associazione in base ai risultati dei propri club nella Champions League e nella Coppa della Confederazione CAF, non prendendo in considerazione l'anno corrente. I criteri per i punti sono i seguenti:
|                                          | CAF Champions League | Coppa della Confederazione CAF |
| ---------------------------------------- | -------------------- | ------------------------------ |
| Vincitore                                | 6 punti              | 5 punti                        |
| Seconda                                  | 5 punti              | 4 punti                        |
| Eliminate alle semifinali                | 4 punti              | 3 punti                        |
| Eliminate ai quarti di finale (dal 2017) | 3 punti              | 2 punti                        |
| 3º posto nei gruppi                      | 2 punti              | 1 punti                        |
| 4º posto nei gruppi                      | 1 punto              | 0.5 punto                      |

I punti sono moltiplicati per un dato coefficiente a seconda dell'anno
- 2021-22 – 5
- 2020-21 – 4
- 2019-20 – 5
- 2018-19 – 2
- 2018 – 1

## Turni e date dei sorteggi
| Fase           | Turno            | Data sorteggio   | Andata                  | Ritorno                 |
| -------------- | ---------------- | ---------------- | ----------------------- | ----------------------- |
| Qualificazioni | Primo turno      | 9 agosto 2022    | 9-11 settembre 2022     | 16-18 settembre 2022    |
| Qualificazioni | Secondo turno    | 9 agosto 2022    | 7-9 ottobre 2022        | 14-16 ottobre 2022      |
| Fase a gironi  | 1ª giornata      | 12 dicembre 2022 | 10-11 febbraio 2023     | 10-11 febbraio 2023     |
| Fase a gironi  | 2ª giornata      | 12 dicembre 2022 | 17-18 febbraio 2023     | 17-18 febbraio 2023     |
| Fase a gironi  | 3ª giornata      | 12 dicembre 2022 | 24-25 febbraio 2023     | 24-25 febbraio 2023     |
| Fase a gironi  | 4ª giornata      | 12 dicembre 2022 | 7 marzo 2023            | 7 marzo 2023            |
| Fase a gironi  | 5ª giornata      | 12 dicembre 2022 | 17-18 marzo 2023        | 17-18 marzo 2023        |
| Fase a gironi  | 6ª giornata      | 12 dicembre 2022 | 31 marzo-1º aprile 2023 | 31 marzo-1º aprile 2023 |
| Fase finale    | Quarti di finale | Aprile 2023      | 21-22 aprile 2023       | 28-29 aprile 2023       |
| Fase finale    | Semifinali       | Aprile 2023      | 12-13 maggio 2023       | 19-20 maggio 2023       |
| Fase finale    | Finale           | Aprile 2023      | 2 giugno 2023           | 9 giugno 2023           |

## Qualificazioni

### Primo turno
| Squadra 1             | Totale        | Squadra 2          | Andata | Ritorno |
| --------------------- | ------------- | ------------------ | ------ | ------- |
| Rivers Utd            | 3–1           | Watanga            | 3–0    | 0–1     |
| Stade Mandji          | 2–3           | Plateau Utd        | 2–2    | 0–1     |
| Nigelec               | 2–1           | Académie SOAR      | 2–1    | 0–0     |
| APR                   | 1–3           | Monastir           | 1–0    | 0–3     |
| Olympic Real Bangui   | 0–4           | Vipers             | 0–3    | 0–1     |
| Volcan Club           | per ritiro    | La Passe           | 1–0    | –       |
| Coton                 | 1–4           | ASEC Mimosas       | 1–2    | 0–2     |
| Banjul Hawks          | per ritiro    | Horoya             | –      | –       |
| ASKO Kara             | 2–1           | Nouadhibou         | 1–1    | 1–0     |
| Casa Sports           | 1–3           | JS Kabylie         | 1–0    | 0–3     |
| Deportivo Mongomo     | 2–5           | Djoliba            | 2–0    | 0–5     |
| Bo Rangers            | 0–3           | CR Belouizdad      | 0–0    | 0–3     |
| Zalan                 | 0–9           | Young Africans     | 0–4    | 0–5     |
| St. George            | 2–2 (gfc)     | Al-Hilal           | 2–1    | 0–1     |
| Arta/Solar7           | 1–2           | Al-Merrikh         | 1–2    | 0–0     |
| KMKM                  | 0–6           | Al-Ahly Tripoli    | 0–2    | 0–4     |
| Flambeau du Centre    | 2–2 (gfc)     | Al-Ittihad Tripoli | 1–0    | 1–2     |
| Elect Sport N'Djamena | 0–4           | Zamalek            | 0–2    | 0–2     |
| Cape Town City        | 2–0           | Otohô              | 2–0    | 0–0     |
| Black Bulls           | 1–5           | Petro Atlético     | 0–3    | 1–2     |
| Red Arrows            | 1–2           | Primeiro de Agosto | 0–1    | 1–1     |
| Big Bullets           | 0–4           | Simba              | 0–2    | 0–2     |
| CFFA                  | 3–5           | Royal Leopards     | 2–3    | 1–2     |
| Matlama               | 0–4           | Cotonsport Garoua  | 0–3    | 0–1     |
| R.C. Kadiogo          | 1–1 (3-1 dtr) | Asante Kotoko      | 0–1    | 1–0     |
| Gaborone United       | 2–3           | Vita Club          | 1–0    | 1–3     |

### Secondo turno
| Squadra 1          | Totale        | Squadra 2         | Andata | Ritorno |
| ------------------ | ------------- | ----------------- | ------ | ------- |
| Rivers Utd         | 2–7           | Wydad Casablanca  | 2–1    | 0–6     |
| Plateau Utd        | 2–2 (gfc)     | Espérance         | 2–1    | 0–1     |
| Nigelec            | 0–3           | Raja Casablanca   | 0–2    | 0–1     |
| Monastir           | 0–4           | Al-Ahly           | 0–1    | 0–3     |
| Vipers             | 0–0 (4-2 dtr) | TP Mazembe        | 0–0    | 0–0     |
| La Passe           | 1–15          | M. Sundowns       | 0–7    | 1–8     |
| ASEC Mimosas       | 1–2           | Horoya            | 0–1    | 1–1     |
| ASKO Kara          | 2–3           | JS Kabylie        | 1–2    | 1–1     |
| Djoliba            | 2–3           | CR Belouizdad     | 2–1    | 0–2     |
| Young Africans     | 1–2           | Al-Hilal Omdurman | 1–1    | 0–1     |
| Al-Merrikh         | 3–3 (gfc)     | Al-Ahly Tripoli   | 2–0    | 1–3     |
| Flambeau du Centre | 1–6           | Zamalek           | 0–1    | 1–5     |
| Cape Town City     | 0–4           | Petro Atlético    | 0–3    | 0–1     |
| Primeiro de Agosto | 1–4           | Simba             | 1–3    | 0–1     |
| Royal Leopards     | 2–3           | Cotonsport Garoua | 1–1    | 1–2     |
| R.C. Kadiogo       | 0–0 (3-4 dtr) | Vita Club         | 0–0    | 0–0     |

### Squadre qualificate per la fase a gironi
| Urna 1                      | Urna 2                    | Urna 3                         | Urna 4                         |
| Al-Ahly (78 punti)          | M. Sundowns (46 punti)    | Simba (28 punti)               | Vita Club (17 punti)           |
| Wydad Casablanca (71 punti) | Zamalek (43 punti)        | CR Belouizdad (27 punti)       | Cotonsport Garoua (14,5 punti) |
| Espérance (58 punti)        | Petro Atlético (31 punti) | JS Kabylie (22 punti)          | Al-Merrikh (9 punti)           |
| Raja Casablanca (54 punti)  | Horoya (31 punti)         | Al-Hilal Omdurman (19,5 punti) | Vipers (0 punti)               |

Il sorteggio della fase a gironi della competizione si è svolto il 12 dicembre 2022.
Le 16 squadre qualificate sono raggruppate in 4 urne in base ai punti del ranking CAF e, successivamente, inserite casualmente in altrettanti gruppi, dai quali si qualificano alla successiva fase le prime due squadre per ogni gruppo.

## Fase a gironi

### Gruppo A
| Pos | Squadra          | G | V | N | P | GF | GS | DG | Pt | Qualificazione                  |     | WAC | JSK | APL | ASV |
| --- | ---------------- | - | - | - | - | -- | -- | -- | -- | ------------------------------- | --- | --- | --- | --- | --- |
| 1   | Wydad Casablanca | 6 | 4 | 1 | 1 | 7  | 1  | +6 | 13 | Qualificata ai quarti di finale |     | —   | 3–0 | 1–0 | 1–0 |
| 2   | JS Kabylie       | 6 | 3 | 1 | 2 | 4  | 5  | −1 | 10 | Qualificata ai quarti di finale |     | 1–0 | —   | 1–0 | 2–1 |
| 3   | Petro Atlético   | 6 | 2 | 1 | 3 | 3  | 5  | −2 | 7  |                                 |     | 0–2 | 0–0 | —   | 1–0 |
| 4   | Vita Club        | 6 | 1 | 1 | 4 | 3  | 6  | −3 | 4  |                                 | 0–0 | 1–0 | 1–2 | —   |     |

### Gruppo B
| Pos | Squadra           | G | V | N | P | GF | GS | DG  | Pt | Qualificazione                  |     | MDS | ASC | HIL | CSG |
| --- | ----------------- | - | - | - | - | -- | -- | --- | -- | ------------------------------- | --- | --- | --- | --- | --- |
| 1   | M. Sundowns       | 6 | 4 | 2 | 0 | 14 | 7  | +7  | 14 | Qualificata ai quarti di finale |     | —   | 5–2 | 1–0 | 2–1 |
| 2   | Al-Ahly           | 6 | 3 | 1 | 2 | 14 | 8  | +6  | 10 | Qualificata ai quarti di finale |     | 2–2 | —   | 3–0 | 3–0 |
| 3   | Al-Hilal Omdurman | 6 | 3 | 1 | 2 | 6  | 6  | 0   | 10 |                                 |     | 1–1 | 1–0 | —   | 2–0 |
| 4   | Cotonsport Garoua | 6 | 0 | 0 | 6 | 3  | 16 | −13 | 0  |                                 | 1–3 | 0–4 | 1–2 | —   |     |

### Gruppo C
| Pos | Squadra         | G | V | N | P | GF | GS | DG  | Pt | Qualificazione                  |     | RCA | SSC | HAC | VSC |
| --- | --------------- | - | - | - | - | -- | -- | --- | -- | ------------------------------- | --- | --- | --- | --- | --- |
| 1   | Raja Casablanca | 6 | 5 | 1 | 0 | 17 | 3  | +14 | 16 | Qualificata ai quarti di finale |     | —   | 3–1 | 2–0 | 5–0 |
| 2   | Simba           | 6 | 3 | 0 | 3 | 10 | 7  | +3  | 9  | Qualificata ai quarti di finale |     | 0–3 | —   | 7–0 | 1–0 |
| 3   | Horoya          | 6 | 2 | 1 | 3 | 4  | 12 | −8  | 7  |                                 |     | 1–3 | 1–0 | —   | 2–0 |
| 4   | Vipers          | 6 | 0 | 2 | 4 | 1  | 10 | −9  | 2  |                                 | 1–1 | 0–1 | 0–0 | —   |     |

### Gruppo D
| Pos | Squadra       | G | V | N | P | GF | GS | DG | Pt | Qualificazione                  |     | EST | CRB | ZSC | MSC |
| --- | ------------- | - | - | - | - | -- | -- | -- | -- | ------------------------------- | --- | --- | --- | --- | --- |
| 1   | Espérance     | 6 | 3 | 2 | 1 | 6  | 4  | +2 | 11 | Qualificata ai quarti di finale |     | —   | 0–0 | 2–0 | 1–0 |
| 2   | CR Belouizdad | 6 | 3 | 1 | 2 | 4  | 2  | +2 | 10 | Qualificata ai quarti di finale |     | 0–1 | —   | 2–0 | 1–0 |
| 3   | Zamalek       | 6 | 2 | 1 | 3 | 7  | 9  | −2 | 7  |                                 |     | 3–1 | 0–1 | —   | 4–3 |
| 4   | Al-Merrikh    | 6 | 1 | 2 | 3 | 5  | 7  | −2 | 5  |                                 | 1–1 | 1–0 | 0–0 | —   |     |